# Синдром Мартіна Ідена

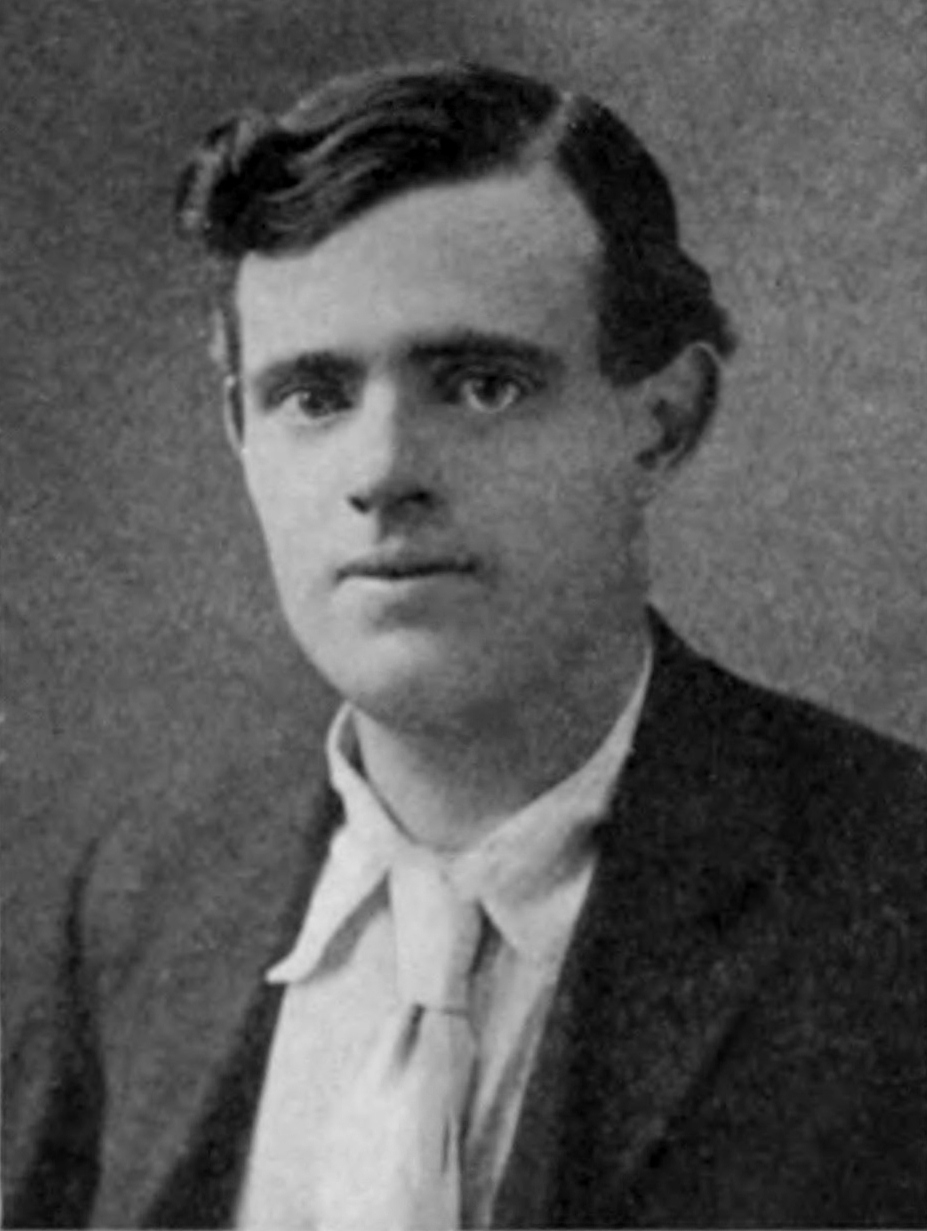
Джек Лондон

Синдром Мартіна Ідена (синдром досягнення мети) — патологічний стан людини, що виникає і розвивається внаслідок досягнення заповітної мрії. Поняття розвинули двоє радянських вчених Вадим Семенович Ротенберг та Віктор Вульфович Аршавський. Свою назву отримав на честь однойменного роману Джека Лондона, де головний герой, пройшовши довгий і важкий шлях до своєї мети, впадає в депресію і закінчує життя самогубством. Синдром проявляється внаслідок завищених очікувань, а також виснаження нервової системи, що і призводить до летальних наслідків.

## Історичні відомості
Це захворювання отримало свою назву на честь головного персонажа роману Джека Лондона. Мартін Іден пройшов тернистий шлях від нікому непотрібного моряка до всіма впізнаваного і багатого письменника. Він домагався своєї мети не один рік, а коли досяг її, впав у глибоку депресію. Мартін розчарувався в житті, оскільки ставши старшим і розумнішим, наблизившись до своєї заповітної мрії, він втратив віру в людей, віру в добро і справедливість, тим самим увесь навколишній світ втратив для нього фарби. Все це викликало депресію, а як підсумок призвело до суїциду. Відомо, що персонаж Мартіна Ідена є автобіографічним, оскільки багато подій у його житті описують шлях самого Джека Лондона.

## Причини формування синдрому
Виникнення захворювання пов'язане зі збоєм роботи психіки й нервової системи людини. Симптоми хвороби розвиваються під впливом таких чинників:
- Тривале напруження, що виникає через виснажливу роботу. Нервова система виснажується, тому після довгоочікуваного здійснення мрії розвивається байдужість до того, що відбувається.
- Відсутність подальших планів. Якщо зосереджуватися тільки на одній події, то після неї людина губиться, бо не бачить сенсу в подальшому існуванні.
- Занадто високі очікування, а також моральні принципи та ідеали. Зведення мети в абсолют неминуче призводить до розчарування, що підриває нормальну роботу психіки.
- Особливості вищої нервової діяльності. Розвиток подібних патологічних станів багато лікарів пов'язують із характером людини. Меланхолійні або, навпаки, холеричні[2] особистості схильні важче переносити потрясіння.
- Досить довгий шлях до досягнення поставленого результату і численні розумові та фізичні навантаження. Психіка і нервова система не витримує такого тривалого і виснажливого тиску, що призводить до глибокої депресії та суїцидальної ідеації[1].